# A5-ös autópálya (Bulgária)
Az A5, más néven fekete-tengeri (bolgárul: Автомагистрала „Черно море“) épülő autópálya Bulgáriában. Tervezett hossza 103 km, 2016-ig 10 kilométer épült meg.

## Útja
SzOP - Szófia - Pernik - A6